# Souhvězdí drsňáků
Souhvězdí drsňáků je dvacátým studiovým albem české rockové skupiny Olympic. Jedná se o druhý díl trilogie Souhvězdí. Album vyšlo v roce 2014 u vydavatelství Supraphon. 

## Seznam skladeb
Hudbu složil Petr Janda. Texty napsali Aleš Brichta; Ondřej Fencl; Vlasta Henych; Pavel Chrastina; Eduard Krečmar a Karel Šíp.
| Pořadí | Název                   | Délka |
| ------ | ----------------------- | ----- |
| 1.     | Mám radost ze života    | 0:50  |
| 2.     | Leguán                  | 3:24  |
| 3.     | Kámen, co se valí       | 3:52  |
| 4.     | Němá                    | 5:05  |
| 5.     | Muzikál                 | 2:56  |
| 6.     | Je to tak               | 3:50  |
| 7.     | Noc horká jako dech     | 3:08  |
| 8.     | Dlouhán                 | 3:33  |
| 9.     | Tancovačka              | 2:56  |
| 10.    | Láska divoká            | 4:09  |
| 11.    | Souhvězdí drsňáků       | 3:44  |
| 12.    | Průserář                | 3:35  |
| 13.    | Můžeš být můj vykřičník | 3:42  |

## Obsazení
- Petr Janda – kytara , zpěv
- Milan Broum – basová kytara, zpěv
- Jiří Valenta – klávesy
- Martin Vajgl – bicí, zpěv